# Вільяермоса (Колумбія)
Вільяермоса (ісп. Villahermosa) — місто і муніципалітет в колумбійському департаменті Толіма, один з центрів району вирощування кавового дерева та обробки кави.
| Колумбія | Це незавершена стаття з географії Колумбії. Ви можете допомогти проєкту, виправивши або дописавши її. |